# ВЕС Бокстіген
ВЕС Бокстіген (швед. Bockstigen) — шведська офшорна вітроелектростанція, введена в експлуатацію в 1998 році у Балтійському морі. Перша офшорна ВЕС в історії країни.
Місце для розміщення станції обрали за 4 км на південний захід від острова Готланд. Тут в районі з глибинами моря близько 6 метрів встановили п'ять вітрових турбін Wind World одиничною потужністю по 0,55 МВт. Вони мали діаметр ротора 37 метрів та монтувались на башти висотою 38 метрів. Фундаменти агрегатів виконали використовуючи монопалі довжиною 21 метр та вагою по 43 тони. Їх опускали у пробурений в міцних скельних ґрунтах отвір глибиною 10 метрів та зацементовували в ньому.
Видачу продукції організували до енергомережі острова Готланд, яка працює під напругою 10 кВ.
Загальна вартість спорудження ВЕС, котра мала виробляти 8 млн кВт·год електроенергії на рік, становила 4 млн євро.
У середині 2010-х років, з наближенням терміну виведення станції з експлуатації, виникли плани її модернізації. Наявність існуючого об'єкта вітроенергетики могло полегшити отримання дозвільних документів, крім того, певну економію приніс би демонтаж старих турбін та фундаментів суднами, які виконуватимуть нові будівельні роботи.